# Kloppersingel
De Kloppersingel is een singel en straat in de Noord-Hollandse stad Haarlem. De singel maakt deel uit van De Bolwerken, en loopt vanaf het Spaarne, nabij de brug naar de Spaarndamseweg, naar de Schotersingel, nabij de Kennemerbrug en het Kennemerplein. De singel en straat zijn vernoemd naar de term klopje, een ongehuwde katholieke vrouw.